# Fênix
Fênix là một đô thị thuộc bang Paraná, Brasil. Đô thị này có diện tích 234,098 km², dân số năm 2007 là 5014 người, mật độ 21,4 người/km².